# Sublime Pergaminho
Sublime Pergaminho é um samba-enredo, foi apresentado pela Unidos de Lucas no desfile de 1968. O samba versa sobre a escravidão, o tráfico negreiro e a Lei dos Sexagenários. Seus autores foram: Nilton Russo, Zeca Melodia e Carlinhos Madrugada. Já foi gravado por nomes da música popular brasileira como Nara Leão, Martinho da Vila e Emílio Santiago.